# 冯云乔
冯云乔（1962年9月—），湖北孝感人，汉族，中华人民共和国政治人物、第十二届全国人民代表大会湖北地区代表，曾任中共仙桃市委书记。在仙桃任上，当地群众反对兴建垃圾焚烧发电项目而上街游行。中共湖北省纪委以处置不当为由通报免去冯云乔市委书记职务。

## 生平
武汉工学院机械工艺系锻压本科1979级本科生，机械工艺系压力加工专业1983级硕士研究生，1986年6月研究生毕业。1986年6月加入中国共产党，同月参加工作，留校任计算机中心教师。约一年后，他进入政界，在孝感地区经委任职，由干事升为副科长，后以正科长级担任副科长。1995年10月起，他先后担任过应城市副市长，中共孝昌县委常委、副县长，孝感市科技局局长、中共孝感市科技局党组书记，孝感市科委主任、中共孝感市科委党组书记，孝感市科协主席、中共孝感市科协党组书记，中共大悟县委副书记、县长，中共汉川市委副书记、市长，中共汉川市委书记，中共汉川市委书记、市人大常委会主任，中共湖北省委办公厅副主任，中共仙桃市委副书记、市长，中共仙桃市委书记、市长，中共仙桃市委书记等职务。2013年，担任全国人大代表。2013年8月当选仙桃市人大主任 。
2016年6月19日，中共湖北省委公示拟任命冯云乔为正厅级干部，公示期为6月20日至6月24日。6月25日，仙桃市民为反对垃圾焚烧发电项目上街游行，事态由轻而重。据后来的媒体报道，当时冯云乔身在武汉家中，事发15小时之后形势紧张时他才回到仙桃。8月2日，中共湖北省纪委通报免去冯云乔副厅级市委书记职务，终止提拔程序，另行安排工作。据报，纪委工作人员认定他“麻痹大意，没有真正履职尽责”，“未检查督办应急处置措施落实情况、不按规定报送紧急信息”。冯云乔随即被任命为中共湖北省农村信用社联合社党委副书记，后来退休。2024年4月，他因为严重违法违纪被中共湖北省纪委立案调查。